# باول غوتفريد
باول غوتفريد (بالإنجليزية: Paul Gottfried)‏ هو فيلسوف وكاتب ومؤرخ وصحفي أمريكي، ولد في 21 نوفمبر 1941 في ذا برونكس في الولايات المتحدة.